# Locos por la música
Locos por la música es un largometraje cómico-musical de origen argentino dirigido por Enrique Dawi. Fue estrenado el 2 de mayo de 1980 y tuvo como protagonistas principales a Carlitos Balá, Graciela Alfano, Raúl Rossi y  Carlos Calvo.

## Sinopsis
Una banda de música tropical liderada por Carlos Palomino (Carlos Balá) intenta conseguir la atención de la gente de las discográficas. En medio de su odisea, se pueden apreciar actos musicales de artistas como, Los Iracundos, Boney M, Bárbara y Dick, Jairo, Mathías, Silvana Di Lorenzo, Laurent Voulzy, Duo Candela y Danny Cabuche.

## Reparto
- Carlos Balá ... Carlos Palomino
- Graciela Alfano ... Graciela
- Raúl Rossi ... Dr. Armendáriz
- Carlos Calvo ... Julio
- Santiago Bal ... Sr. Valenzuela
- Iris Láinez ... Madre de Graciela
- Vicente La Russa ... Arístides
- Tito Mendoza ... "Bebe"
- Ricardo Morán ... Aparicio
- Alberto Irízar ... Don Osvaldo
- Angélica López Gamio ... Doña María
- Osvaldo Cappiaggi ... Don Leonel
- María Fernanda Storino ... María del Carmen
- Enzo Bai ... Jacinto
- Arturo Bonín ... Director musical de Laurent Voulzy
- Sergio Malbrán ... Pasajero del taxi
- Ana Ferrer ... Esposa del Sr. Valenzuela
- Lita Landi ... Cantante de opera

## Artistas de la música que participaron en la película
- Palito Ortega
- Los Iracundos
- Boney M.
- Bárbara y Dick
- Jairo
- Mathías
- Silvana Di Lorenzo
- Laurent Voulzy
- Duo Candela
- Danny Cabuche